# Katayama Sen
Pour les articles homonymes, voir Katayama.
Katayama Sen est un nom japonais traditionnel ; le nom de famille (ou le nom d'école), Katayama, précède donc le prénom (ou le nom d'artiste).
 (février 2025).
Si vous disposez d'ouvrages ou d'articles de référence ou si vous connaissez des sites web de qualité traitant du thème abordé ici, merci de compléter l'article en donnant les références utiles à sa vérifiabilité et en les liant à la section « Notes et références ».
Katayama Sen (片山 潜) (26 décembre 1859 - 5 novembre 1933), né sous le nom de Sugataro Yabuki (藪木 菅太郎), est un activiste politique japonais qui fut l'un des premiers membres du Parti communiste américain et l'un des fondateurs du Parti communiste japonais.

## Biographie
Sugataro Yabuki est le second fils de Kunizo et Kichi Yabuki. Il est né en 1859 dans le district de Hadeki dans l'actuelle préfecture d'Okayama. Il est adopté par la famille Katayama à 19 ans et prend le nom de Katayama Sen, devenant le « premier fils » des Katayama, alors que ses parents biologiques se séparent. L'adoption permet à Katayama d'éviter le service militaire et de continuer ses études. Dans son autobiographie, Jiden (自伝), Katayama admet avoir eu de la chance de ne pas être le premier né de sa famille biologique, ce qui lui a épargné de lourdes responsabilités.
En 1878, Katayama voyage à Tokyo pour apprendre la peinture comme apprenti tout en étudiant dans une petite école préparatoire, l'Oka Juku, où il devient ami avec Iwasaki Seikichi, le neveu d'un des fondateurs de Mitsubishi. Le départ d'Iwasaki pour l'université Yale inspire à Katayama de visiter les États-Unis. Il étudie au Maryville College (en), puis au Grinnell College (en), d'où il sort diplômé en 1892, allant ensuite au séminaire théologique d'Andover (en), puis à l'école de théologie de Yale (en). Durant cette période, il se convertit au christianisme et devient socialiste.
Katayama retourne au Japon en 1896 et, de 1897 à 1901, édite la revue Monde du travail (労働世界, Rōdō Sekai), le bulletin officiel du syndicat des métallurgistes (鉄工組合), de la fédération des syndicats (労働組合期成会), et du premier parti socialiste japonais. Il retourne en Amérique en 1903 à la demande d'Iwasaki pour s'intéresser à la culture locale du riz. Durant ce voyage, il part assister au sixième congrès de l'Internationale ouvrière à Amsterdam où il rencontre le délégué russe, G.V. Plekhanov, et lui serre la main dans un geste d'amitié entre le peuple japonais et le peuple russe, alors que la guerre russo-japonaise est en cours. En 1904, il assiste à une convention du Parti socialiste d'Amérique à Chicago. Il s'installe au Texas où il cultive du riz. Mais quand sa ferme fait faillite, il part travailler pour un propriétaire de restaurant japonais à Houston, Tsunekichi Okasaki, qui a acheté environ 40 km² de terrain au Texas avec le projet que Katayama les cultive. Fin 1905, Okasaki et Katayama emprunte 100 000$ à Iwasaki pour financer leur riziculture, et ils forment ensemble une Nippon Kono Kabushiki Kaisha (« Compagnie fermière japonaise ») pour développer le projet du Texas, et Katayama devient directeur général de la société. Cependant, l'entreprise est rapidement fermée, prétendument à cause des penchants socialistes de Katayama, et il retourne au Japon en 1907, rejoignant le mouvement socialiste, et poursuit une carrière dans le journalisme.
Katayama est arrêté pour sa participation à la grève du tramway de Tokyo de 1912 et, après sa libération, il quitte le Japon pour la Californie. Attiré par le succès de la révolution bolchevique de 1917-18, Il devient un communiste actif et un officier du Komintern. Il voyage à Mexico puis à Moscou, où il est accueilli comme le chef du mouvement communiste japonais. Il reste en Union soviétique jusqu'à sa mort en 1933 et est enterré à la nécropole du mur du Kremlin.
Katayama a eu deux enfants de sa première femme, Fude, morte en 1903, et une autre fille de sa seconde femme, Hari Tama, qu'il a épousée en 1907.